# Distoleon canariensis
Distoleon canariensis är en insektsart som först beskrevs av Bo Tjeder 1940.  Distoleon canariensis ingår i släktet Distoleon och familjen myrlejonsländor. Inga underarter finns listade i Catalogue of Life.